# Livermore (California)
Livermore (anteriormente Livermores, Livermore Ranch, y Nottingham) es una ciudad ubicada en el condado de Alameda en el estado estadounidense de California. Según el censo de 2010 tenía una población de 83.300 habitantes y una densidad poblacional de 1.313 personas por km². 
En esta ciudad se encuentra la bombilla eléctrica encendida más vieja del mundo (Centennial Light), la misma está ubicada en el hangar N.º 6 de la estación local de bomberos y lleva prendida alrededor de más de 120 años (teniendo en cuenta cortes de luz o baja tensión), desde que fue instalada en el año 1901.

## Geografía
Livermore se encuentra ubicada en las coordenadas 37°40′55″N 121°46′5″O / 37.68194, -121.76806. Según la Oficina del Censo, la ciudad tiene un área total de 62 km² (23.9 sq mi), de la cual toda es tierra.

## Demografía
Los ingresos medios por hogar en la localidad eran de $75.322 y los ingresos medios por familia eran $82.421. Los hombres tenían unos ingresos medios de $59.703 frente a los $38.389 para las mujeres. La renta per cápita para la localidad era de $31.062. Alrededor del 3.8% de las familias y del 5.3% de la población estaban por debajo del umbral de pobreza.

## Ciudades hermanadas
- Quetzaltenango, Guatemala
- Snezhinsk, Rusia
- Yotsukaido, Japón